# Алсуфьев, Олег Алексеевич
Олег Алексеевич Алсуфьев 12 сентября 1913, Великий Устюг, Вологодской губернии — 5 октября 1996.Санкт Петербург — советский и российский спортсмен (лыжное двоеборье) и тренер. Заслуженный тренер РСФСР, Мастер спорта СССР.

## Биография
Родился в 1913 году в Санкт-Петербурге. Выступал за Ленинградский дом офицеров и сборную Ленинграда, тренировался под руководством П. А. Дементьева. Победитель чемпионатов СССР (1941, 1946, 1947) и призёр (1939, 1940, 1948—51 гг.). В 1941 году выполнил норматив Мастера спорта СССР.
Участник Зимней и Великой Отечественной войны, сержант, служил мотоциклистом в роте связи, а в 1945—50 гг. механиком в автомастерских Ленинградского военного округа.
Окончил Высшую школу тренеров при ГДОИФКе имени П. Ф. Лесгафта в 1948 году и вскоре после этого перешёл на тренерскую работу. В 1950-60-е годы — преподаватель и старший преподаватель ГДОИФКа имени П. Ф. Лесгафта, в 1970-е годы — тренер ДЮСШ Выборгского района Ленинграда, в 1980-е годы — преподаватель Ленинградского техникума физической культуры и спорта. За годы тренерской работы подготовил множество выдающихся спортсменов. Среди его подопечных — Л. Фёдоров, М. Турков, Ю. Симонов, А. Воробьёв.
Заслуженный тренер РСФСР (1965).
Также выступал в качестве арбитра. Судья республиканской категории (1967).
Награждён орденом Отечественной войны II степени, медалями «За оборону Ленинграда», «За отвагу», «За боевые заслуги» (21.11.1943).
Умер 5 октября 1996 года в Санкт-Петербурге.